# Ivan Hlinkas minnesturnering 2010
Ivan Hlinkas minnesturnering 2010 var en ishockeyturnering öppen för manliga ishockeyspelare under 18 år. Turneringen spelades 9 till 14 augusti 2010 i Břeclav, Tjeckien samt i Piešťany, Slovakien. Kanada vann deras sjätte turneringsseger på sju år och dessutom deras femtonde gulmedalj i turneringen genom historien. Kanada slog USA i finalen med 1-0 medan Sverige erövrade bronsmedaljer genom att slå Tjeckien med 6-1. 

## Gruppindelning
De åtta deltagande nationerna är indelade i två grupper:
- Grupp A i Břeclav, Tjeckien:  USA,  Finland,  Ryssland, och  Tjeckien
- Grupp B i Piešťany, Slovakien:  Kanada,  Sverige,  Schweiz och  Slovakien

### Gruppspel A
Grupp A
| Datum           | Match               | Res.              | Perioder                | Spelort |
| --------------- | ------------------- | ----------------- | ----------------------- | ------- |
| 9 augusti 2010  | Tjeckien - USA      | 2 - 3             | 1-1, 0-1, 1-1           | Břeclav |
| 9 augusti 2010  | Ryssland - Finland  | 2 - 3 ö.t. o str. | 1-1, 0-0, 1-1, 0-0, 0-1 | Břeclav |
| 10 augusti 2010 | USA - Ryssland      | 5 - 6 ö.t. o str. | 2-0, 1-2, 2-3, 0-0, 0-1 | Břeclav |
| 10 augusti 2010 | Tjeckien - Finland  | 4 - 3             | 2-1, 1-1, 1-1           | Břeclav |
| 11 augusti 2010 | Finland - USA       | 2 - 5             | 1-1, 0-2, 1-2           | Břeclav |
| 11 augusti 2010 | Tjeckien - Ryssland | 3 - 2             | 2-1, 1-1, 0-0           | Břeclav |

| Grupp A  | Matcher | Vunna | VÖT | FÖT | Förlorade | Mål     | Poäng |
| -------- | ------- | ----- | --- | --- | --------- | ------- | ----- |
| USA      | 3       | 2     | 0   | 1   | 0         | 13- 10  | 7     |
| Tjeckien | 3       | 2     | 0   | 0   | 1         | 9 - 8   | 6     |
| Ryssland | 3       | 0     | 1   | 1   | 1         | 10 - 11 | 3     |
| Finland  | 3       | 0     | 1   | 0   | 2         | 8 - 11  | 2     |

### Gruppspel B
Grupp B
| Datum           | Match               | Res.  | Perioder      | Spelort  |
| --------------- | ------------------- | ----- | ------------- | -------- |
| 9 augusti 2010  | Sverige - Kanada    | 3 - 6 | 2-1, 1-3, 0-2 | Piešťany |
| 9 augusti 2010  | Slovakien - Schweiz | 2 - 7 | 0-1, 1-3, 1-3 | Piešťany |
| 10 augusti 2010 | Kanada - Schweiz    | 7 - 3 | 2-1, 4-1, 1-1 | Piešťany |
| 10 augusti 2010 | Slovakien - Sverige | 3 - 7 | 0-0, 2-3, 1-4 | Piešťany |
| 11 augusti 2010 | Schweiz - Sverige   | 1 - 7 | 0-3, 1-2, 0-2 | Piešťany |
| 11 augusti 2010 | Slovakien - Kanada  | 1 - 6 | 0-2, 1-1, 0-3 | Piešťany |

| Grupp B   | Matcher | Vunna | VÖT | FÖT | Förlorade | Mål     | Poäng |
| --------- | ------- | ----- | --- | --- | --------- | ------- | ----- |
| Kanada    | 3       | 3     | 0   | 0   | 0         | 19 - 7  | 9     |
| Sverige   | 3       | 2     | 0   | 0   | 1         | 17 - 10 | 6     |
| Schweiz   | 3       | 1     | 0   | 0   | 2         | 11 - 16 | 3     |
| Slovakien | 3       | 0     | 0   | 0   | 3         | 6 - 20  | 0     |

## Finalomgång
| Datum              | Match               | Res.       | Periodres.         | Spelort  |
| ------------------ | ------------------- | ---------- | ------------------ | -------- |
| Match om 7:e plats |                     |            |                    |          |
| 13 augusti 2010    | Finland - Slovakien | 6 - 4      | 1-1, 1-1, 4-2      | Piešťany |
| Match om 5:e plats |                     |            |                    |          |
| 13 augusti 2010    | Schweiz - Ryssland  | 4 - 5      | 2-2, 1-2, 1-1      | Břeclav  |
| Semifinal          |                     |            |                    |          |
| 13 augusti 2010    | USA - Sverige       | 5 - 4 ö.t. | 0-1, 4-2, 0-1, 1-0 | Piešťany |
| 13 augusti 2010    | Kanada - Tjeckien   | 6 - 2      | 3-0, 2-1, 1-1      | Břeclav  |
| Bronsmatch         |                     |            |                    |          |
| 14 augusti 2010    | Sverige - Tjeckien  | 6 - 1      | 3-0, 2-1, 1-0      | Břeclav  |
| Final              |                     |            |                    |          |
| 14 augusti 2010    | Kanada - USA        | 1 - 0      | 1-0, 0-0, 0-0      | Piešťany |

## Slutställning
| 2010   | 2010      |
| ------ | --------- |
| Guld   | Kanada    |
| Silver | USA       |
| Brons  | Sverige   |
| 4.     | Tjeckien  |
| 5.     | Ryssland  |
| 6.     | Schweiz   |
| 7.     | Finland   |
| 8.     | Slovakien |

## Laguppställningar

### Sverige
Målvakter: Marcus Due-Boje, Stefan Steen
Försvarare: Jonas Brodin, Rasmus Bengtsson, Albin Blomqvist, Karl Johansson, Joakim Ryan, Mikael Vikstrand, Oscar Klefbom
Anfallare: Johan Porsberger, Jesper Danielsson, Max Görtz, Viktor Arvidsson, Jeremy Boyce Rotevall, Joachim Nermark, Rickard Rakell, Victor Rask, David Lillieström Karlsson, Mika Zibanejad, Pontus Åberg, Linus Fröberg